# Кондраши (Волгоградская область)
Кондраши — село в Иловлинском районе Волгоградской области, административный центр Кондрашовского сельского поселения.
Население — 846 (2010).

## История
Село Кондраши возникло в результате слияния хуторов Сучков и Кондраши. Дата основания хуторов не установлена. Оба хутора относились к юрту станицы Иловлинской Второго Донского округа Области Войска Донского (до 1870 года — Земля Войска Донского). Согласно переписи населения Российской империи 1897 года на хуторе Кондрашов проживало 122 мужчины и 139 женщин, из них грамотных: мужчин — 45, женщин — 10, на хуторе Сучков — 175 мужчин и 161 женщина, из них грамотных: мужчин — 80, женщин — 23 Согласно Алфавитному списку населённых мест Области Войска Донского 1915 года на хуторе Кондрашов проживало 159 душ мужского и 142 женского пола, имелось хуторное правление, на хуторе Сучков — 243 мужчины и 254 женщины, имелись хуторское правление и школа.
В 1921 году — в составе Второго Донского округа хутора, включены в состав Царицынской губернии. С 1928 года — в составе Иловлинского района Сталинградского округа (округ ликвидирован в 1930 году) Нижневолжского края (с 1934 года — Сталинградского края). Хутора относились к Сучково-Кондрашовскому сельсовету. С 1935 года сельсовет — в составе Солодчинского района Сталинградского края (с 1936 года — Сталинградской области, с 1961 года — Волгоградской области). Дата слияния хуторов не установлена, однако с 1950-х упоминается как село Сучково-Кондраши, впоследствии село Кондраши. В 1963 году Солодчинский район был упразднён, село включено в состав Фроловского района. В 1965 году Солодчинский сельсовет был передан Иловлинскому району, в 1966 году передан в состав Ольховского района.

## Общая физико-географическая характеристика
Село расположено в степи, на левом берегу реки Иловля, в пределах Приволжской возвышенности. Южнее села в старице реки Иловли, при устье балки Подпольная, расположено озеро Подполец. Центр хутора расположен на высоте около 55 метров над уровнем моря. Рельеф местности повышается к востоку и юго-востоку. Почвы — каштановые, в пойме Иловли — пойменные засоленные.
Близ села проходит региональная автодорога Камышин — Ольховка — Иловля. Также близ села проходит железнодорожная ветка Саратов I — Колоцкий, однако остановочная платформа Кондраши расположена в 8 км к юго-западу от села. По автомобильным дорогам расстояние до областного центра города Волгограда составляет 100 км, до районного центра рабочего посёлка Иловля — 23 км.
Климат
Климат умеренный континентальный (согласно классификации климатов Кёппена — Dfa). Температура воздуха имеет резко выраженный годовой ход. Среднегодовая температура положительная и составляет +7,8 °С, средняя температура января −8,1 °С, июля +23,6 °С. Расчётная многолетняя норма осадков — 392 мм, наибольшее количество осадков выпадает в июне (44 мм), наименьшее в марте (22 мм).
Часовой пояс
Кондраши, как и вся Волгоградская область, находится в часовой зоне МСК (московское время). Смещение применяемого времени относительно UTC составляет +3:00.

## Население
| Население | 1873 | 1897 | 1915 |
| --------- | ---- | ---- | ---- |
| Сучков    | 205  | 336  | 497  |
| Кондраши  | 197  | 261  | 301  |

Динамика численности населения по годам:
| 1987 | 2002 |
| ---- | ---- |
| ≈660 | 815  |

| 2010 |
| ---- |
| 846  |